# A Real Madrid CF 2024–2025-ös szezonja
A Real Madrid CF 2024–2025-ös szezonja sorozatban a 94., összességében pedig a 121. idénye a spanyol első osztályban. Az előző év bajnokaként a hazai bajnokság mellett a spanyol kupában és az bajnokok ligájában is indulhatott a csapat. A szezon 2024 augusztus 14-én kezdődött és 2025. július 9-én ért véget.
A 2013–14-es szezon óta ez az első idény Toni Kroos nélkül, aki 2024. május 21-én bejelentette visszavonulását.

## Szezon áttekintése
2024. június 3-án 5 éves szerződést írt alá a francia világbajnok csatár Kylian Mbappé, mivel a francia bajnok Paris Saint-Germain csapatánál szerződése lejárt, így ingyen csatlakozott 2024. július 1-jén a klubhoz. Bemutatására az Európa-bajnokság után 16-án került sor. Ez az első szezon a 2009–10-es szezon után, hogy a csapat legutóbbi csapatkapitánya Nacho nélkül, aki szabadon igazolható játékosként csatlakozott a szaúdi al-Kvadszija csapatához. 2022. december 15-én a klub megállapodást kötött a brazil Palmeiras csapatával, hogy Endrick 2024 júliusában, amikor betölti a 18. életévét  csatlakozik a madridi klubhoz. 2024. augusztus 14-én a regnáló bajnokok ligája győztes az európai szuperkupát az Atalanta ellen játszotta, melyet 2–0-ra megnyert a madridi együttes, ezzel a rekordot jelentő hatodik alkalommal hódította el a kupát. Négy nappal később a bajnokság nyitó mérkőzésén Mallorcán léptek pályára. Az 1–1-re végződő mérkőzésen Rodrygo valamint Muriqi talált be, Mendyt a hajrában kiállítoták. Egy héttel később a  2. fordulójában hazai pályán 3–0-ra legyőzték a Valladolid együttesét, Valverde mellett Brahim szerzett gólt, illetve megszerezte első gólját új klubjában Endrick is a hajrában. Augusztus 29-én a hónap utolsó mérkőzésén a Las Palmas otthonába látogatott a madridi klub. A hazaiak hamar vezetést szereztek, Vinícius Jr. révén egyenlítettek a vendégek, nagy meglepetésre ismét nem tudott nyerni a címvédő, így 3 forduló után a megszerezhető 9 pontból csak ötöt tudott begyűjteni, és a tabellán a 4. helyen állt 3 ponttal lemaradva a listavezető Barcelona együttese mögött.

## Mezek
Gyártó: Adidas
mezszponzor: Emirates karsponzor: HP
| Hazai | Vendég | 3. számú |

| Kapus 1 | Kapus 2 | Kapus 3 |

## Játékoskeret
2024. július 27-én lett legutóbb frissítve.
| #  |     | Poszt | Név                                  |
| -- | --- | ----- | ------------------------------------ |
| 1  | BEL | K     | Thibaut Courtois                     |
| 2  | ESP | V     | Daniel Carvajal (CSK-helyettes)      |
| 3  | BRA | V     | Éder Militão                         |
| 4  | AUT | V     | David Alaba                          |
| 5  | ENG | KP    | Jude Bellingham                      |
| 6  | FRA | KP    | Eduardo Camavinga                    |
| 7  | BRA | CS    | Vinícius Júnior                      |
| 8  | URU | KP    | Federico Valverde (2. CSK-helyettes) |
| 9  | FRA | CS    | Kylian Mbappé                        |
| 10 | CRO | KP    | Luka Modrić                          |

| #  |     | Poszt | Név                 |
| -- | --- | ----- | ------------------- |
| 11 | BRA | CS    | Rodrygo             |
| 13 | UKR | K     | Andrij Lunyin       |
| 14 | FRA | KP    | Aurélien Tchouaméni |
| 15 | TUR | KP    | Arda Güler          |
| 16 | BRA | CS    | Endrick             |
| 17 | ESP | V     | Lucas Vázquez       |
| 18 | ESP | V     | Jesús Vallejo       |
| 19 | ESP | KP    | Dani Ceballos       |
| 20 | ESP | V     | Fran García         |
| 21 | MAR | CS    | Brahim Díaz         |
| 22 | GER | V     | Antonio Rüdiger     |
| 23 | FRA | V     | Ferland Mendy       |

### Tartalékok
| #  |     | Poszt | Név           |
| -- | --- | ----- | ------------- |
| 26 | ESP | K     | Fran González |
| 31 | ESP | V     | Jacobo Ramón  |

### További szerződéssel rendelkező játékosok
| # |     | Poszt | Név         |
| - | --- | ----- | ----------- |
| — | ESP | V     | Pablo Ramón |

### A kezdő 11 játékos a 2024–25-ös szezonban
| Courtois Carvajal Militão Rüdiger Mendy Tchouaméni Rodrygo Bellingham Vinícius Valverde Mbappé |

## Vezetőség és szakmai stáb
Utolsó módosítás: 2024. augusztus 26.
| Vezetőség           | Vezetőség                 |
| ------------------- | ------------------------- |
| Elnök               | Florentino Pérez          |
| Alelnök             | Eduardo Fernández de Blas |
| Alelnők             | Pedro López Jiménez       |
| Tiszteletbeli elnök | Pirri                     |

| Edzői stáb | Edzői stáb       |
| ---------- | ---------------- |
| Vezetőedző | Carlo Ancelotti  |
| Segédedző  | Davide Ancelotti |
| Kapusedző  | Luis Llopis      |

| Rehabilitációs stáb | Rehabilitációs stáb |
| ------------------- | ------------------- |
| Erőnléti vezetőedző | Antonio Pintus      |
| Erőnléti edző       | Francesco Mauri     |
| Erőnléti segédedző  | Beniamino Fulco     |

## Átigazolások, szerződéshosszabbítások
2024. évi nyári átigazolási időszak, 
 2025. évi téli átigazolási időszak

### Érkezők
| Dátum            | Mezszám | Poszt       | Nemzet  | Név            | Kor | Honnan              | Szerződés megnevezése           | Átigazolási időszak                 | Szerződés vége | Átigazolás összege | forrás |
| ---------------- | ------- | ----------- | ------- | -------------- | --- | ------------------- | ------------------------------- | ----------------------------------- | -------------- | ------------------ | ------ |
| 2024. július 01. | -       | hátvéd      | spanyol | Rafa Marín     | 22  | Alavés              | kölcsönből vissza               | 2024. évi nyári átigazolási időszak | -              | ingyen             | [ 13 ] |
| 2024. július 01. | -       | hátvéd      | spanyol | Jesús Vallejo  | 27  | Granada             | kölcsönből vissza               | 2024. évi nyári átigazolási időszak | -              | ingyen             | [ 14 ] |
| 2024. július 01. | -       | középpályás | spanyol | Marvin Park    | 23  | Granada             | kölcsönből vissza               | 2024. évi nyári átigazolási időszak | -              | ingyen             | [ 15 ] |
| 2024. július 01. | -       | középpályás | brazil  | Reinier        | 22  | Frosinone           | kölcsönből vissza               | 2024. évi nyári átigazolási időszak | -              | ingyen             | [ 16 ] |
| 2024. július 01. | -       | csatár      | spanyol | Juanmi Latasa  | 23  | Getafe              | kölcsönből vissza               | 2024. évi nyári átigazolási időszak | -              | ingyen             | [ 17 ] |
| 2024. július 01. | -       | csatár      | spanyol | Peter González | 21  | Valencia            | kölcsönből vissza               | 2024. évi nyári átigazolási időszak | -              | ingyen             | [ 17 ] |
| 2024. július 01. | -       | csatár      | francia | Kylian Mbappé  | 25  | Paris Saint-Germain | lejárt a szerződése, átigazolás | 2024. évi nyári átigazolási időszak | 2029.06.30.    | ingyen             | [ 18 ] |
| 2024. július 21. | -       | csatár      | brazil  | Endrick        | 18  | Palmeiras           | átigazolás                      | 2024. évi nyári átigazolási időszak | NA             | NA                 | [ 19 ] |

### Szerződéshosszabbítások
| Dátum                | Poszt       | Név           | Szerződés hossza | Szerződés vége   | Jegyzetek |
| -------------------- | ----------- | ------------- | ---------------- | ---------------- | --------- |
| 2024. július 17.     | középpályás | Luka Modrić   | +1 év            | 2025. június 30. | [ 20 ]    |
| 2024. július 18.     | hátvéd      | Lucas Vázquez | +1 év            | 2025. június 30. | [ 21 ]    |
| 2024. szeptember 13. | kapus       | Andrij Lunyin | +5 év            | 2030. június 30. | [ 22 ]    |

### Távozók
| Dátum               | Mezszám | Poszt       | Nemzet  | Név               | Kor | Hová                              | Szerződés megnevezése | Átigazolási időszak                 | Átigazolás összege | forrás        |
| ------------------- | ------- | ----------- | ------- | ----------------- | --- | --------------------------------- | --------------------- | ----------------------------------- | ------------------ | ------------- |
| 2024. július 01.    | 25      | kapus       | spanyol | Kepa Arrizabalaga | 29  | Chelsea                           | kölcsönből vissza     | 2024. évi nyári átigazolási időszak | -                  | [ 23 ]        |
| 2024. július 01.    | 8       | középpályás | német   | Toni Kroos        | 34  | visszavonult                      | visszavonult          | 2024. évi nyári átigazolási időszak | -                  | [ 24 ]        |
| 2024. július 01.    | –       | középpályás | spanyol | Marvin Park       | 23  | Las Palmas                        | átigazolás            | 2024. évi nyári átigazolási időszak | -                  | [ 25 ]        |
| 2024. július 01.    | 6       | hátvéd      | spanyol | Nacho Fernández   | 34  | lejárt a szerződése, al-Kvadszija | átigazolás            | 2024. évi nyári átigazolási időszak | -                  | [ 26 ] [ 27 ] |
| 2024. július 01.    | 14      | csatár      | spanyol | Joselu            | 34  | Al-Gharafa                        | átigazolás            | 2024. évi nyári átigazolási időszak | -                  | [ 28 ]        |
| 2024. augusztus 30. | –       | középpályás | brazil  | Reinier Jesus     | 22  | Granada                           | kölcsönbe             | 2024. évi nyári átigazolási időszak | -                  | [ 29 ]        |

## Felkészülési mérkőzések
| 2024. július 24. | Real Madrid           | 3 – 0           | Albacete | Madrid, Spanyolország                                         |  |
| 19:30            | Brahim Latasa Reinier | (–) Jegyzőkönyv |          | Stadion: Ciudad Real Madrid Nézőszám: 0 (zárt kapus mérkőzés) |  |

| 2024. július 31. | Real Madrid | 0 – 1               | Milan         | Chicago, Egyesült Államok                                     |  |
| 19:30            |             | (0 – 0) Jegyzőkönyv | 55' Chukwueze | Stadion: Soldier Field Játékvezető: Rubiel Vazquez (amerikai) |  |

| 2024. augusztus 03. | Real Madrid | 1 – 2               | Barcelona       | East Rutherford, Egyesült Államok                                                    |  |
| 19:00               | Paz 82'     | (0 – 1) Jegyzőkönyv | 42', 54' Víctor | Stadion: MetLife Stadium Nézőszám: 82 154 Játékvezető: Armando Villarreal (amerikai) |  |

| 2024. augusztus 06. | Real Madrid            | 2 – 1               | Chelsea     | Charlotte, Egyesült Államok                                                                  |  |
| 19:00               | Vázquez 19' Brahim 27' | (2 – 1) Jegyzőkönyv | 39' Madueke | Stadion: Bank of America Stadium Nézőszám: 62 617 Játékvezető: Guido Gonzales Jr. (amerikai) |  |

## La Liga
Legutóbb frissítve: 2024. szeptember 29.
| Kiírás                       | Statisztikák | Statisztikák | Statisztikák | Statisztikák | Statisztikák | Statisztikák | Statisztikák | Kezdő forduló/ helyezés | Végső forduló/ helyezés | Mérkőzések dátumai   | Mérkőzések dátumai  | Mérkőzések dátumai  |
| Kiírás                       | M            | GY           | D            | V            | LG–KG        | GK           | Gy %         | Kezdő forduló/ helyezés | Végső forduló/ helyezés | Első                 | Utolsó              | Következő           |
| ---------------------------- | ------------ | ------------ | ------------ | ------------ | ------------ | ------------ | ------------ | ----------------------- | ----------------------- | -------------------- | ------------------- | ------------------- |
| La Liga                      | 8            | 5            | 03           | 0            | 17 – 6       | +11          | 62.50%       | 15.                     |                         | 2024. augusztus 18.  | 2025. május 25.     | 2024. október 05.   |
| spanyol kupa                 | 0            | 0            | 0            | 0            | 0 – 0        | +0           | 00.00%       | (legjobb 32)            |                         | 2025 január          |                     | -                   |
| spanyol szuperkupa           | 0            | 0            | 0            | 0            | 0 – 0        | +0           | 0.00%        | Elődöntő                |                         | 2025. január 8.      | 2025 január         | 2025. január 8.     |
| Bajnokok ligája              | 01           | 01           | 0            | 0            | 3 – 1        | +2           | 100.00%      | Liga szakasz            |                         | 2024. szeptember 17. |                     | 2024. október 02.   |
| UEFA-szuperkupa              | 01           | 01           | 0            | 0            | 2 – 0        | +2           | 100.00%      | Győztes                 | Győztes                 | 2024. augusztus 14.  | 2024. augusztus 14. | 2024. augusztus 14. |
| FIFA Interkontinentális kupa | 0            | 0            | 0            | 0            | 0 – 0        | +0           | 0.00%        | Döntős                  | Döntős                  | 2024. december 18.   | 2024. december 18.  | 2024. december 18.  |
| FIFA-klubvilágbajnokság      | 0            | 0            | 0            | 0            | 0 – 0        | +0           | 0.00%        | (csoportkör)            |                         | 2025 június          |                     | 2025 június         |
| Összesen                     | 10           | 07           | 03           | 0            | 22 – 7       | +15          | 70,00%       | –                       | –                       | –                    | –                   | –                   |

| Összesen | Összesen | Összesen | Összesen | Összesen | Összesen | Összesen | Otthon | Otthon | Otthon | Otthon | Otthon | Otthon | Otthon | Idegenben | Idegenben | Idegenben | Idegenben | Idegenben | Idegenben | Idegenben |
| M        | GY       | D        | V        | LG–KG    | GK       | P        | M      | GY     | D      | V      | LG–KG  | GK     | P      | M         | GY        | D         | V         | LG–KG     | GK        | P         |
| -------- | -------- | -------- | -------- | -------- | -------- | -------- | ------ | ------ | ------ | ------ | ------ | ------ | ------ | --------- | --------- | --------- | --------- | --------- | --------- | --------- |
| 8        | 5        | 3        | 0        | 17 – 6   | +11      | 18       | 4      | 4      | 0      | 0      | 12 – 3 | +9     | 12     | 4         | 1         | 3         | 0         | 5 – 3     | +2        | 6         |

### Helyezések fordulónként
| Forduló  | 1   | 2  | 3  | 4  | 5  | 6  | 7  | 8  | 9 | 10 | 11 | 12 | 13 | 14 | 15 | 16 | 17 | 18 | 19 | 20 | 21 | 22 | 23 | 24 | 25 | 26 | 27 | 28 | 29 | 30 | 31 | 32 | 33 | 34 | 35 | 36 | 37 | 38 |
| -------- | --- | -- | -- | -- | -- | -- | -- | -- | - | -- | -- | -- | -- | -- | -- | -- | -- | -- | -- | -- | -- | -- | -- | -- | -- | -- | -- | -- | -- | -- | -- | -- | -- | -- | -- | -- | -- | -- |
| Helyszín | I   | O  | I  | O  | I  | O  | O  | I  | O | I  | O  | I  | O  | I  | O  | I  | I  | O  | I  | O  | I  | I  | O  | I  | O  | I  | O  | I  | O  | O  | I  | O  | I  | O  | I  | O  | I  | O  |
| Eredmény | D   | GY | D  | GY | GY | GY | GY | D  |   |    |    |    |    |    |    |    |    |    |    |    |    |    |    |    |    |    |    |    |    |    |    |    |    |    |    |    |    |    |
| Helyezés | 10. | 4. | 4. | 2. | 3. | 2. | 2. | 2. |   |    |    |    |    |    |    |    |    |    |    |    |    |    |    |    |    |    |    |    |    |    |    |    |    |    |    |    |    |    |

Helyszín: O = Otthon; I = Idegenben. Eredmény: GY = Győzelem; D = Döntetlen; V = Vereség.

### Tabella
| Hely. | Csapat          | M  | Gy | D  | V | G+  | G– | Gk  | P  | Továbbjutás vagy kiesés |
| ----- | --------------- | -- | -- | -- | - | --- | -- | --- | -- | ----------------------- |
| 1.    | Barcelona (B)   | 38 | 28 | 4  | 6 | 102 | 39 | +63 | 88 | Bajnokok Ligája         |
| 2.    | Real MadridCV   | 38 | 26 | 6  | 6 | 78  | 38 | +40 | 84 | Bajnokok Ligája         |
| 3.    | Atlético Madrid | 38 | 22 | 10 | 6 | 68  | 30 | +38 | 76 | Bajnokok Ligája         |
| 4.    | Athletic Bilbao | 38 | 19 | 13 | 6 | 54  | 29 | +25 | 70 | Bajnokok Ligája         |
| 5.    | Villarreal      | 38 | 20 | 10 | 8 | 71  | 51 | +20 | 70 | Bajnokok Ligája         |

A bajnokság fordulóit 2024. június 18-án sorsolták.

### Augusztus
| 2024. augusztus 18. | Mallorca   | 1 – 1               | Real Madrid             | Mallorca                                                                            |  |
| 21:30               | Muriqi 53' | (0 – 1) Jegyzőkönyv | 13' Rodrygo 90+7′ Mendy | Stadion: Mallorca Son Moix Nézőszám: 23 010 Játékvezető: César Soto Grado (spanyol) |  |

| 2024. augusztus 25. | Real Madrid                           | 3 – 0               | Real Valladolid | Madrid                                                                                   |  |
| 17:00               | Valverde 50' Brahim 88' Endrick 90+6' | (0 – 0) Jegyzőkönyv |                 | Stadion: Santiago Bernabéu Nézőszám: 70 178 Játékvezető: Victor García Verdura (spanyol) |  |

| 2024. augusztus 29. | Las Palmas | 1 – 1               | Real Madrid                 | Las Palmas                                                                          |  |
| 21:30               | Moleiro 5' | (1 – 0) Jegyzőkönyv | 69' (11-esből) Vinícius Jr. | Stadion: Gran Canaria Nézőszám: 31 192 Játékvezető: Mateo Busquets Ferrer (spanyol) |  |

### Szeptember
| 2024. szeptember 01. | Real Madrid                | 2 – 0               | Real Betis | Madrid                                                                                   |  |
| 21:30                | Mbappé 67', 75' (11-esből) | (0 – 0) Jegyzőkönyv |            | Stadion: Santiago Bernabéu Nézőszám: 73 072 Játékvezető: Javier Alberola Rojas (spanyol) |  |

| 2024. szeptember 14. | Real Sociedad | 0 – 2               | Real Madrid                                   | San Sebastián                                                                         |  |
| 21:00                |               | (0 – 0) Jegyzőkönyv | 58' (11-esből) Vinícius 75' (11-esből) Mbappé | Stadion: Estadio Anoeta Nézőszám: 37 370 Játékvezető: Juan Martínez Munuera (spanyol) |  |

| 2024. szeptember 21. | Real Madrid                                                 | 4 – 1               | Espanyol     | Madrid                                                                                       |  |
| 21:00                | Carvajal 58' Rodrygo 75' Vinícius 78' Mbappé 90' (11-esből) | (0 – 0) Jegyzőkönyv | 54' Courtois | Stadion: Santiago Bernabéu Nézőszám: 72 284 Játékvezető: José Luis Munuera Montero (spanyol) |  |

| 2024. szeptember 24. | Real Madrid                       | 3 – 2               | Alavés                 | Madrid                                                                                  |  |
| 21:00                | Vázquez 1' Mbappé 40' Rodrygo 48' | (2 – 0) Jegyzőkönyv | 85' Benavidez 86' Kike | Stadion: Santiago Bernabéu Nézőszám: 67 480 Játékvezető: Alejandro Muñiz Ruiz (spanyol) |  |

| 2024. szeptember 29. | Atlético Madrid             | 1 – 1               | Real Madrid | Madrid                                                                                       |  |
| 21:00                | Correa 90+5' Llorente 90+9′ | (0 – 0) Jegyzőkönyv |             | Stadion: Metropolitano Stadion Nézőszám: 70 112 Játékvezető: Mateo Busquets Ferrer (spanyol) |  |

### Október
| 2024. október 06. | Real Madrid | –               | Villarreal | Madrid                     |  |
| :                 |             | (–) Jegyzőkönyv |            | Stadion: Santiago Bernabéu |  |

| 2024. október 20. | Celta Vigo | –               | Real Madrid | Vigo              |  |
| :                 |            | (–) Jegyzőkönyv |             | Stadion: Balaídos |  |

| 2024. október 27. | Real Madrid | –               | Villarreal | Madrid                     |  |
| : , (El Clásico)  |             | (–) Jegyzőkönyv |            | Stadion: Santiago Bernabéu |  |

### November
| 2024. november 03. | Valencia | –               | Real Madrid | Valencia                  |  |
| :                  |          | (–) Jegyzőkönyv |             | Stadion: Mestalla stadion |  |

| 2024. november 10. | Real Madrid | –               | Osasuna | Madrid                     |  |
| :                  |             | (–) Jegyzőkönyv |         | Stadion: Santiago Bernabéu |  |

| 2024. november 24. | Leganés | –               | Real Madrid | Leganés                   |  |
| :                  |         | (–) Jegyzőkönyv |             | Stadion: Butarque stadion |  |

### December
| 2024. december 01. | Real Madrid | –               | Getafe | Madrid                     |  |
| :                  |             | (–) Jegyzőkönyv |        | Stadion: Santiago Bernabéu |  |

| 2024. december 08. | Girona | –               | Real Madrid | Girona                     |  |
| :                  |        | (–) Jegyzőkönyv |             | Stadion: Montilivi stadion |  |

| 2024. december 15. | Rayo Vallecano | –               | Real Madrid | Madrid                         |  |
| :                  |                | (–) Jegyzőkönyv |             | Stadion: Teresa Rivero stadion |  |

| 2024. december 22. | Real Madrid | –               | Sevilla | Madrid                     |  |
| :                  |             | (–) Jegyzőkönyv |         | Stadion: Santiago Bernabéu |  |

### Január
| 2025. január 12. | Athletic Bilbao | –               | Real Madrid | Bilbao                     |  |
| :                |                 | (–) Jegyzőkönyv |             | Stadion: San Mamés Stadion |  |

| 2025. január 19. | Real Madrid | –               | Sevilla | Madrid                     |  |
| :                |             | (–) Jegyzőkönyv |         | Stadion: Santiago Bernabéu |  |

| 2025. január 26. | Real Valladolid | –               | Real Madrid | Valladolid                     |  |
| :                |                 | (–) Jegyzőkönyv |             | Stadion: José Zorrilla Stadion |  |

### Február
| 2025. február 02. | Espanyol | –               | Real Madrid | Cornellà de Llobregat        |  |
| :                 |          | (–) Jegyzőkönyv |             | Stadion: Stage Front Stadion |  |

| 2025. február 09. | Real Madrid | –               | Atlético Madrid | Madrid                     |  |
| :                 |             | (–) Jegyzőkönyv |                 | Stadion: Santiago Bernabéu |  |

| 2025. február 16. | Osasuna | –               | Real Madrid | Pamplona          |  |
| :                 |         | (–) Jegyzőkönyv |             | Stadion: El Sadar |  |

| 2025. február 23. | Real Madrid | –               | Atlético Madrid | Madrid                     |  |
| :                 |             | (–) Jegyzőkönyv |                 | Stadion: Santiago Bernabéu |  |

### Március
| 2025. március 02. | Real Betis | –               | Real Madrid | Sevilla                            |  |
| :                 |            | (–) Jegyzőkönyv |             | Stadion: Benito Villamarín Stadion |  |

| 2025. március 09. | Real Madrid | –               | Rayo Vallecano | Madrid                     |  |
| :                 |             | (–) Jegyzőkönyv |                | Stadion: Santiago Bernabéu |  |

| 2025. március 16. | Villarreal | –               | Real Madrid | Villarreal                         |  |
| :                 |            | (–) Jegyzőkönyv |             | Stadion: Benito Villamarín Stadion |  |

| 2025. március 30. | Real Madrid | –               | Leganés | Madrid                     |  |
| :                 |             | (–) Jegyzőkönyv |         | Stadion: Santiago Bernabéu |  |

### Április
| 2025. április 06. | Real Madrid | –               | Valencia | Madrid                     |  |
|                   |             | (–) Jegyzőkönyv |          | Stadion: Santiago Bernabéu |  |

| 2025. április 13. | Deportivo | –               | Real Madrid | Vitoria-Gasteiz                |  |
| :                 |           | (–) Jegyzőkönyv |             | Stadion: Mendizorrotza Stadion |  |

| 2025. április 20. | Real Madrid | –               | Athletic Bilbao | Madrid                     |  |
| :                 |             | (–) Jegyzőkönyv |                 | Stadion: Santiago Bernabéu |  |

| 2025. április 23. | Getafe | –               | Real Madrid | Getafe                    |  |
| :                 |        | (–) Jegyzőkönyv |             | Stadion: Coliseum Stadion |  |

### Május
| 2025. május 04. | Real Madrid | –               | Celta Vigo | Madrid                     |  |
|                 |             | (–) Jegyzőkönyv |            | Stadion: Santiago Bernabéu |  |

| 2025. május 11. | Barcelona | –               | Real Madrid | Barcelona                 |  |
| :, El Clásico   |           | (–) Jegyzőkönyv |             | Stadion: Spotify Camp Nou |  |

| 2025. május 14. | Real Madrid | –               | Mallorca | Madrid                     |  |
| :               |             | (–) Jegyzőkönyv |          | Stadion: Santiago Bernabéu |  |

| 2025. május 18. | Sevilla | –               | Real Madrid | Getafe                         |  |
| :               |         | (–) Jegyzőkönyv |             | Stadion: Ramón Sánchez-Pizjuán |  |

| 2025. május 25. | Real Madrid | –               | Real Sociedad | Madrid                     |  |
| :               |             | (–) Jegyzőkönyv |               | Stadion: Santiago Bernabéu |  |

## Spanyol kupa (Copa del Rey, királykupa)
|  |  | –   | Real Madrid |  |
|  |  | (–) |             |  |

## Spanyol szuperkupa (Supercopa de España)
| 2025. január 08. | Real Madrid | –               | Mallorca | Rijád, Szaúd-Arábia |  |
| 20:00, elődöntők |             | (–) Jegyzőkönyv |          |                     |  |

## Bajnokok Ligája

### Alapszakasz
Az alapszakasz mérkőzéseit augusztus 29-én sorsolták ki Monacóban. *megjegyzés: a mezek, játékosok, cserék, csapatkapitányok nincsenek feltűntve mert nem mindegyik csapatnál van friss mez vagy csk. feltűntetve. 
| 2024. szeptember 17. | Real Madrid                           | 3 – 1               | Stuttgart | Madrid, Spanyolország                                                             |  |
| 21:00                | Mbappé 46' Rüdiger 83' Endrick 90+05' | (0 – 0) Jegyzőkönyv | 68' Undav | Stadion: Santiago Bernabéu Nézőszám: 71 288 Játékvezető: Halil Umut Meler (török) |  |

| 2024. október 2. | Lille                  | 1–0               | Real Madrid | Villeneuve-d’Ascq                                                                   |  |
| 21:00            | David 45+3' (11-esből) | (1–0) Jegyzőkönyv |             | Stadion: Stade Pierre-Mauroy Nézőszám: 48 205 Játékvezető: Maurizio Mariani (olasz) |  |

| 2024. október 22. | Real Madrid                                    | 5–2               | Borussia Dortmund     | Madrid                                                                         |  |
| 21:00             | Rüdiger 60' Vinícius 62' 86' 90+3' Vázquez 83' | (0–2) Jegyzőkönyv | Malen 30' Gittens 34' | Stadion: Santiago Bernabéu Nézőszám: 74 642 Játékvezető: Kovács István (román) |  |

| 2024. november 5. | Real Madrid             | 1–3               | Milan                              | Madrid                                                                           |  |
| 21:00             | Vinícius 23' (11-esből) | (1–2) Jegyzőkönyv | Thiaw 12' Morata 39' Reijnders 73' | Stadion: Santiago Bernabéu Nézőszám: 75 561 Játékvezető: Slavko Vinčić (szlovén) |  |

| 2024. november 27.  | Liverpool                  | 2–0               | Real Madrid | Liverpool                                                                  |  |
| 21:00 (20:00 UTC+0) | Mac Allister 52' Gakpo 76' | (0–0) Jegyzőkönyv |             | Stadion: Anfield Nézőszám: 59 546 Játékvezető: François Letexier (francia) |  |

| 2024. december 10. | Atalanta                                  | 2–3               | Real Madrid                            | Bergamo                                                                                           |  |
| 21:00              | De Ketelaere 45+2' (11-esből) Lookman 65' | (1–1) Jegyzőkönyv | Mbappé 10' Vinícius 56' Bellingham 59' | Stadion: Atleti Azzurri d’Italia Stadion Nézőszám: 22 967 Játékvezető: Szymon Marciniak (lengyel) |  |

| 2025. január 22. | Real Madrid                                 | 5–1               | Red Bull Salzburg | Madrid                                                                       |  |
| 21:00            | Rodrygo 23' 34' Mbappé 48' Vinícius 55' 77' | (2–0) Jegyzőkönyv | Bidstrup 85'      | Stadion: Santiago Bernabéu Nézőszám: 73 692 Játékvezető: Glenn Nyberg (svéd) |  |

| 2025. január 29. | Brest | 0–3               | Real Madrid                    | Guingamp                                                                       |  |
| 21:00            |       | (0–1) Jegyzőkönyv | Rodrygo 27' 78' Bellingham 56' | Stadion: Stade de Roudourou Nézőszám: 15 405 Játékvezető: Espen Eskås (norvég) |  |

#### Tabella
| Hely. | Csapat            | M | Gy | D | V | G+ | G– | Gk  | P  | Továbbjutás vagy kiesés                             |
| ----- | ----------------- | - | -- | - | - | -- | -- | --- | -- | --------------------------------------------------- |
| 9.    | Atalanta          | 8 | 4  | 3 | 1 | 20 | 6  | +14 | 15 | Továbbjut a nyolcaddöntő rájátszásába (kiemeltként) |
| 10.   | Borussia Dortmund | 8 | 5  | 0 | 3 | 22 | 12 | +10 | 15 | Továbbjut a nyolcaddöntő rájátszásába (kiemeltként) |
| 11.   | Real Madrid       | 8 | 5  | 0 | 3 | 20 | 12 | +8  | 15 | Továbbjut a nyolcaddöntő rájátszásába (kiemeltként) |
| 12.   | Bayern München    | 8 | 5  | 0 | 3 | 20 | 12 | +8  | 15 | Továbbjut a nyolcaddöntő rájátszásába (kiemeltként) |
| 13.   | Milan             | 8 | 5  | 0 | 3 | 14 | 11 | +3  | 15 | Továbbjut a nyolcaddöntő rájátszásába (kiemeltként) |

1. 1 2  A pontok száma (15), a gólkülönbség (+8), a szerzett gólok (20), az idegenben szerzett gólok (6) és a győzelmek száma (5) is azonos. Idegenbeli győzelmek száma: Real Madrid 2, Bayern München 1.

## Európai szuperkupa
| 2024. augusztus 14. | Real Madrid             | 2 – 0               | Atalanta | Varsó, Lengyelország                                                           |  |
| 21:00               | Valverde 59' Mbappé 68' | (0 – 0) Jegyzőkönyv |          | Stadion: Nemzeti Stadion Nézőszám: 56 402 Játékvezető: Sandro Schärer (svájci) |  |

## Interkontinentális Kupa
| 2024. december 18. | Real Madrid | –   | BSA | BSA          |  |
| :                  |             | (–) |     | Stadion: BSA |  |

## Klubvilágbajnokság
| 2025 június | Real Madrid | –   | BSA | BSA          |  |
| :           |             | (–) |     | Stadion: BSA |  |

## Statisztika

### Keret statisztika
Legutóbb frissítve: 2024. augusztus 29-én lett.
| Mezszám                                    | Poszt | Név                 | Összesen      | Összesen | Bajnokság     | Bajnokság | Spanyol kupa  | Spanyol kupa | Spanyol szuperkupa | Spanyol szuperkupa | Egyéb         | Egyéb |
| Mezszám                                    | Poszt | Név                 | Pályára lépés | Gól      | Pályára lépés | Gól       | Pályára lépés | Gól          | Pályára lépés      | Gól                | Pályára lépés | Gól   |
| ------------------------------------------ | ----- | ------------------- | ------------- | -------- | ------------- | --------- | ------------- | ------------ | ------------------ | ------------------ | ------------- | ----- |
| 1                                          | GK    | Thibaut Courtois    | 4             | 0        | 3             | 0         | 0             | 0            | 0                  | 0                  | 1             | 0     |
| 2                                          | DF    | Dani Carvajal       | 4             | 0        | 3             | 0         | 0             | 0            | 0                  | 0                  | 1             | 0     |
| 3                                          | DF    | Éder Militão        | 4             | 0        | 3             | 0         | 0             | 0            | 0                  | 0                  | 1             | 0     |
| 4                                          | DF    | David Alaba         | 0             | 0        | 0             | 0         | 0             | 0            | 0                  | 0                  | 0             | 0     |
| 5                                          | MF    | Jude Bellingham     | 2             | 0        | 1             | 0         | 0             | 0            | 0                  | 0                  | 1             | 0     |
| 6                                          | MF    | Eduardo Camavinga   | 0             | 0        | 0             | 0         | 0             | 0            | 0                  | 0                  | 0             | 0     |
| 7                                          | FW    | Vinícius Jr.        | 4             | 1        | 3             | 1         | 0             | 0            | 0                  | 0                  | 1             | 0     |
| 8                                          | MF    | Federico Valverde   | 4             | 2        | 3             | 1         | 0             | 0            | 0                  | 0                  | 1             | 1     |
| 9                                          | FW    | Kylian Mbappé       | 4             | 1        | 3             | 0         | 0             | 0            | 0                  | 0                  | 1             | 1     |
| 10                                         | MF    | Luka Modrić         | 4             | 0        | 3             | 0         | 0             | 0            | 0                  | 0                  | 1             | 0     |
| 11                                         | FW    | Rodrygo             | 4             | 1        | 3             | 1         | 0             | 0            | 0                  | 0                  | 1             | 0     |
| 13                                         | GK    | Andrij Lunyin       | 0             | 0        | 0             | 0         | 0             | 0            | 0                  | 0                  | 0             | 0     |
| 14                                         | MF    | Aurélien Tchouaméni | 4             | 0        | 3             | 0         | 0             | 0            | 0                  | 0                  | 1             | 0     |
| 15                                         | MF    | Arda Güler          | 4             | 0        | 3             | 0         | 0             | 0            | 0                  | 0                  | 1             | 0     |
| 16                                         | FW    | Endrick             | 2             | 1        | 2             | 1         | 0             | 0            | 0                  | 0                  | 0             | 0     |
| 17                                         | DF    | Lucas Vázquez       | 3             | 0        | 2             | 0         | 0             | 0            | 0                  | 0                  | 1             | 0     |
| 18                                         | MF    | Jesús Vallejo       | 0             | 0        | 0             | 0         | 0             | 0            | 0                  | 0                  | 0             | 0     |
| 19                                         | MF    | Dani Ceballos       | 2             | 0        | 1             | 0         | 0             | 0            | 0                  | 0                  | 1             | 0     |
| 20                                         | DF    | Fran García         | 2             | 0        | 2             | 0         | 0             | 0            | 0                  | 0                  | 0             | 0     |
| 21                                         | FW    | Brahim Díaz         | 4             | 1        | 3             | 1         | 0             | 0            | 0                  | 0                  | 1             | 0     |
| 22                                         | DF    | Antonio Rüdiger     | 4             | 0        | 3             | 0         | 0             | 0            | 0                  | 0                  | 1             | 0     |
| 23                                         | DF    | Ferland Mendy       | 3             | 0        | 2             | 0         | 0             | 0            | 0                  | 0                  | 1             | 0     |
| Játékosok akik a szezon során igazoltak el |       |                     |               |          |               |           |               |              |                    |                    |               |       |

### Góllövőlista
Legutóbb frissítve: 2024. augusztus 29-én lett.
| #        | Mezszám  | Poszt       | Játékos neve      | La Liga | Spanyol kupa | Spanyol szuperkupa | Bajnokok ligája | Európai szuperkupa | Klubvilágbajnokság | Interkontinentális kupa | Összesen |
| -------- | -------- | ----------- | ----------------- | ------- | ------------ | ------------------ | --------------- | ------------------ | ------------------ | ----------------------- | -------- |
| 1        | 8        | középpályás | Federico Valverde | 1       | 0            | 0                  | 0               | 1                  | 0                  | 0                       | 1        |
| 2        | 9        | csatár      | Kylian Mbappé     | 0       | 0            | 0                  | 0               | 1                  | 0                  | 0                       | 1        |
| 2        | 11       | csatár      | Rodrygo           | 1       | 0            | 0                  | 0               | 0                  | 0                  | 0                       | 1        |
| 2        | 21       | középpályás | Brahim Díaz       | 1       | 0            | 0                  | 0               | 0                  | 0                  | 0                       | 1        |
| 2        | 16       | csatár      | Endrick           | 1       | 0            | 0                  | 0               | 0                  | 0                  | 0                       | 1        |
| 2        | 7        | csatár      | Vinícius Jr.      | 1       | 0            | 0                  | 0               | 0                  | 0                  | 0                       | 1        |
| Öngólok  | Öngólok  | Öngólok     | Öngólok           | 0       | 0            | 0                  | 0               | 0                  | 0                  | 0                       | 0        |
| Összesen | Összesen | Összesen    | Összesen          | 5       | 0            | 0                  | 0               | 2                  | 0                  | 0                       | 7        |

### Kapusteljesítmények
Az alábbi táblázatban a csapat kapusainak teljesítményét tüntettük fel.
A felkészülési mérkőzéseket nem vettük figyelembe.
Legutóbb frissítve: 2024. augusztus 29-én lett.
| Helyezés | Kapus            | Bajnokság        | Bajnokság         | Spanyol kupa    | Spanyol kupa      | Spanyol szuperkupa | Spanyol szuperkupa | Bajnokok Ligája | Bajnokok Ligája   | Szuperkupa      | Szuperkupa        | Interkontinentális kupa | Interkontinentális kupa | Klubvilágbajnokság | Klubvilágbajnokság | Összesen        | Összesen          |
| Helyezés | Kapus            | Összes mérkőzést | Ebből gól nélküli | Összes mérkőzés | Ebből gól nélküli | Összes mérkőzés    | Ebből gól nélküli  | Összes mérkőzés | Ebből gól nélküli | Összes mérkőzés | Ebből gól nélküli | Összes mérkőzés         | Ebből gól nélküli       | Összes mérkőzés    | Ebből gól nélküli  | Összes mérkőzés | Ebből gól nélküli |
| -------- | ---------------- | ---------------- | ----------------- | --------------- | ----------------- | ------------------ | ------------------ | --------------- | ----------------- | --------------- | ----------------- | ----------------------- | ----------------------- | ------------------ | ------------------ | --------------- | ----------------- |
| 1        | Thibaut Courtois | 3                | 1                 | 0               | 0                 | 0                  | 0                  | 0               | 0                 | 1               | 1                 | 0                       | 0                       | 0                  | 0                  | 4               | 2                 |
| 2        | Andrij Lunyin    | 0                | 0                 | 0               | 0                 | 0                  | 0                  | 0               | 0                 | 0               | 0                 | 0                       | 0                       | 0                  | 0                  | 0               | 0                 |
| összesen |                  | 3                | 1                 | 0               | 0                 | 0                  | 0                  | 0               | 0                 | 1               | 1                 | 0                       | 0                       | 0                  | 0                  | 4               | 2                 |

### Lapok
Legutóbb frissítve: 2024. augusztus 29-én lett.
| #        | Mezszám  | Poszt       | Játékos neve    | La Liga   | La Liga                              | La Liga   | Spanyol kupa | Spanyol kupa                         | Spanyol kupa | Spanyol szuperkupa | Spanyol szuperkupa                   | Spanyol szuperkupa | Bajnokok ligája | Bajnokok ligája                      | Bajnokok ligája | Egyéb     | Egyéb                                | Egyéb     | Összesen  | Összesen                             | Összesen  |
| #        | Mezszám  | Poszt       | Játékos neve    | Sárga lap | sárga lap · 2. sárga lap · kiállítva | kiállítva | Sárga lap    | sárga lap · 2. sárga lap · kiállítva | kiállítva    | Sárga lap          | sárga lap · 2. sárga lap · kiállítva | kiállítva          | Sárga lap       | sárga lap · 2. sárga lap · kiállítva | kiállítva       | Sárga lap | sárga lap · 2. sárga lap · kiállítva | kiállítva | Sárga lap | sárga lap · 2. sárga lap · kiállítva | kiállítva |
| -------- | -------- | ----------- | --------------- | --------- | ------------------------------------ | --------- | ------------ | ------------------------------------ | ------------ | ------------------ | ------------------------------------ | ------------------ | --------------- | ------------------------------------ | --------------- | --------- | ------------------------------------ | --------- | --------- | ------------------------------------ | --------- |
| 1        | 23       | hátvéd      | Ferland Mendy   | 1         | 0                                    | 1         | 0            | 0                                    | 0            | 0                  | 0                                    | 0                  | 0               | 0                                    | 0               | 0         | 0                                    | 0         | 1         | 0                                    | 1         |
| 2        | 3        | hátvéd      | Éder Militão    | 1         | 0                                    | 0         | 0            | 0                                    | 0            | 0                  | 0                                    | 0                  | 0               | 0                                    | 0               | 0         | 0                                    | 0         | 1         | 0                                    | 0         |
| 3        | 5        | középpályás | Jude Bellingham | 0         | 0                                    | 0         | 0            | 0                                    | 0            | 0                  | 0                                    | 0                  | 0               | 0                                    | 0               | 1         | 0                                    | 0         | 1         | 0                                    | 0         |
| 4        | 7        | csatár      | Vinícius Jr.    | 0         | 0                                    | 0         | 0            | 0                                    | 0            | 0                  | 0                                    | 0                  | 0               | 0                                    | 0               | 1         | 0                                    | 0         | 1         | 0                                    | 0         |
| 5        | 15       | középpályás | Arda Güler      | 1         | 0                                    | 0         | 0            | 0                                    | 0            | 0                  | 0                                    | 0                  | 0               | 0                                    | 0               | 0         | 0                                    | 0         | 1         | 0                                    | 0         |
| Összesen | Összesen | Összesen    | Összesen        | 3         | 0                                    | 1         | 0            | 0                                    | 0            | 0                  | 0                                    | 0                  | 0               | 0                                    | 0               | 2         | 0                                    | 0         | 5         | 0                                    | 1         |